# Andrea Costa
Andrea Costa (Imola, Itàlia, 30 de novembre de 1851 – Imola, Itàlia, 19 de gener de 1910) fou un polític italià, considerat el fundador del socialisme italià.